# Alessandro Hegio
Alessandro Hegio (o Alexander Hegius von Heek; Heek, 1433 o 1439/1440 – 7 dicembre 1498) è stato un umanista tedesco.

## Biografia
Allievo dell'umanista olandese Rudolf Agricola , da questi apprese il greco, probabilmente nella città di Emmerich. Nel 1474 si stabilì a Deventer, nei Paesi Bassi, dove fu il reggente della scuola che fece maturare i talenti di vari pensatori. Il più celebre tra questi fu Erasmo da Rotterdam, ma vi furono anche Hermann von dem Busche e Johannes Murmellius (vati dell'Umanesimo), Corrado Goclenio (Gockelen), Corrado Muziano (Muth von Mudt) e Frans van Cranevelt.
La sua produzione letteraria consistette in brevi poesie, saggi filosofici, note grammaticali e lettere, che furono pubblicate postume dal suo allievo Jacques Lefèvre d'Étaples (Jacobus Faber). Nei testi emerge una notevole padronanza del latino, ma meno del greco antico, benché tanto avesse insistito sul suo valore formativo.
È ricordato principalmente per le novità apportate nella didattica umanistica quali l'abolizione della manualistica e dei metodi di insegnamento medievali dell'Università di Parigi (grammatica speculativa, logica sillogistica, filosofia aristotelica), a favore di un ritorno alla letteratura classica latina e greca. Si prodigò nel supporto degli scolari meno abbienti, non lasciando alla sua morte null'altro che i suoi libri e vestiti.